# Podsosnów
Podsosnów – wieś na Ukrainie w rejonie lwowskim (do 2020 roku w rejonie pustomyckim) należącym do obwodu lwowskiego.

## Położenie
Na podstawie Słownika geograficznego Królestwa Polskiego i innych krajów słowiańskich: Podsosnów to wieś w powiecie bóbreckim, 17 km na północny wschód od sądu powiatowego w Bóbrce.